# Васил Драголов
Васил Іванов Драголов (болг. Васил Иванов Драголов, нар. 17 березня 1962) — болгарський футболіст, що грав на позиції нападника. Відомий за виступами в низці болгарських та зарубіжних клубів, найбільше за клуб «Бероє», у складі якого став чемпіоном Болгарії у 1986 році, а також за збірну Болгарії.

## Клубна кар'єра
Васил Драголов розпочав виступи на футбольних полях у 1979 року в команді «Хебир» з Пазарджика, в якій провів один сезон. У 1980 році він перейшов до команди з вищого дивізіону «Бероє» зі Старої Загори. У складі команди він відразу ж став одним із основних гравців атакуючої ланки та кращим бомбардиром, за 8 років виступів відзначившись 63 забитими м'ячами у 206 проведених матчах. У сезоні 1985—1986 років разом із командою Драголов став чемпіоном країни. Сезон 1988—1989 років футболіст провів у столичному клубі «Левскі», після чого отримав право виїзду за кордон для виступів у зарубіжному клубі. У сезоні 1989—1990 років Драголов грав у грецькому клубі «Лариса» з однойменного міста, після чого перейшов до іншого грецького клубу «Іонікос» з Пірея. Після року виступів у пірейському клубі Васил Драголов перйшов до португалького клубу «Торреенсі», у складі якого грав протягом 2 років..
Завершувати ігрову кар'єру нападник вирішив на батьківщині, де спочатку у сезоні 1993—1994 років грав у команді «Черно море», а наступний сезон провів у складі «Бероє», за яку виступав раніше. Після закінчення сезону 1994—1995 років Драголов завершив виступи на футбольних полях. У сезоні 2007—2008 років колишній футболіст входив до тренерського штабу клубу «Локомотив» (Стара Загора).

## Виступи за збірну
1986 року дебютував в офіційних матчах у складі національної збірної Болгарії. Протягом кар'єри у національній команді, яка тривала 1 рік, провів у її формі 5 матчів, забивши 1 гол.
У складі збірної був учасником чемпіонату світу 1986 року у Мексиці.

## Титули і досягнення
- Чемпіон Болгарії (1):

«Бероє»: 1985–1986